# Huntington (Cheshire)
Huntington è un villaggio e parrocchia civile dell'Inghilterra, appartenente alla contea del Cheshire.